# 沈鴻昭
沈鴻昭，生卒年待考，浙江慈溪人。北洋政府财经官员，曾任财政部常务次长。
1921年12月任北京政府财政部库藏司司长。1923年8月署财政部次长，同年10月去职。

## 经历
1921年12月，任中华民国（北洋政府）财政部库藏司司长。1933年8月，任财政部常务次长。同年10月去职。任上对法国交涉，主张收回盐政权。曾任中华劝业银行副总经理（总经理张寿镛）。华北中学（今属北京市第六中学）校长（副校长姜绍祖）。后事不详。

## 资料来源
1. 1 2 3  浙江档案网. . 浙江历史名人辞典. （原始内容存档于2016年3月4日）.
2. 1 2  . 财政部财政史料陈列室. 財政人物索引.
3. ↑  . 典藏台湾.   [2015-12-09]. （原始内容存档于2016-03-04）.
4. ↑  . 中华纸币研. 2011-02-14  [2015-12-09]. （原始内容存档于2016-03-04）.